# Айвен Муді
Айвен Муді (англ. Ivan Moody, при народженні — Айвен Льюіс Грінінг, англ. Ivan Lewis Greening; нар. 7 січня 1980, Денвер, США) — американський співак, вокаліст грув-метал гурту Five Finger Death Punch, раніше був відомий під псевдонімом Ghost (привид) в складі гурту Motograter, коли був його вокалістом.

## Дискографія

### Motograter
- 2003: Motograter

### Ghost Machine
- 2005: Ghost Machine
- 2006: Hypersensitive

### Five Finger Death Punch
- 2007: The Way of the Fist
- 2009: War Is the Answer
- 2011: American Capitalist
- 2013: The Wrong Side of Heaven and the Righteous Side of Hell, Volume 1
- 2013: The Wrong Side of Heaven and the Righteous Side of Hell, Volume 2
- 2015: Got Your Six
- 2018: And Justice For None
- 2020: F8
- 2022: AfterLife